# Alloporus porathi
Alloporus porathi är en mångfotingart som beskrevs av Karsch 1881. Alloporus porathi ingår i släktet Alloporus och familjen Spirostreptidae. Inga underarter finns listade i Catalogue of Life.